# Вітів Володимир Петрович

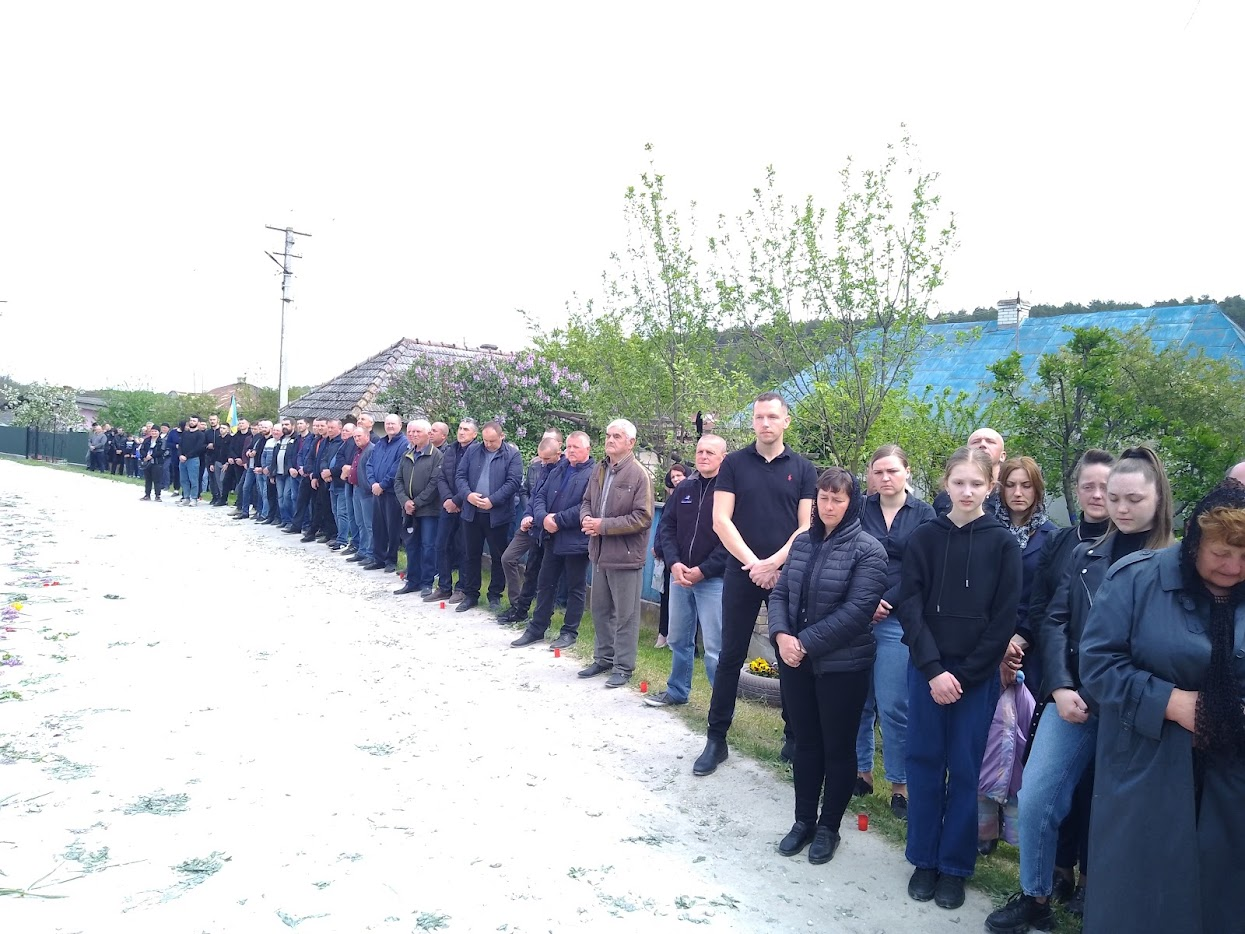
Вулиця села Росохач під час похорону Володимира Вітіва

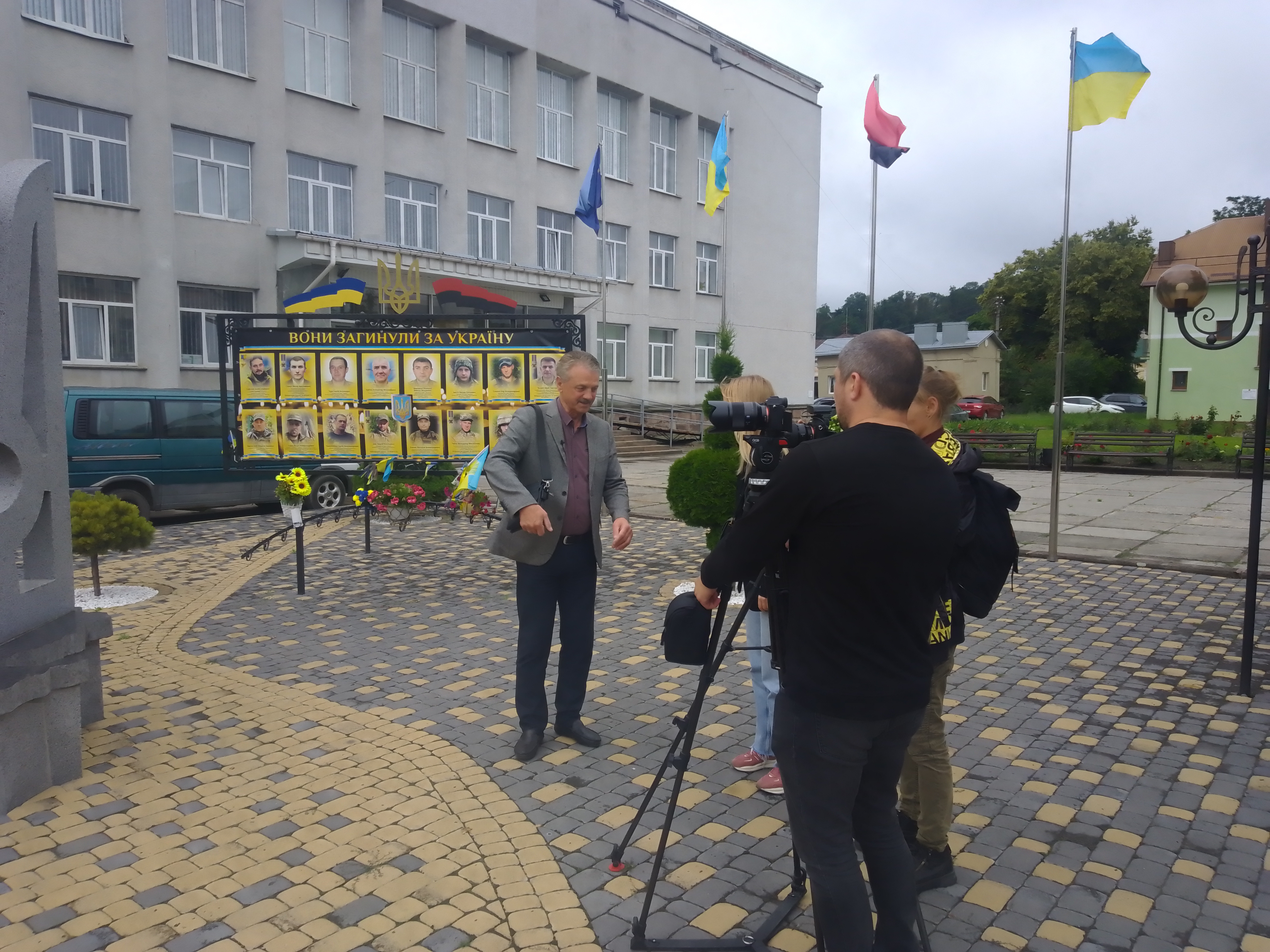
Зйомки документального фільму про Володимира Вітіва

Володи́мир Петро́вич Ві́тів (30 січня 1979, с. Росохач Чортківського району Тернопільської області — 05 травня 2023, селище Білогорівка Луганської області) — український військовик. Син члена Росохацької групи Петра Вітіва. Почесний громадянин міста Чорткова (2023, посмертно), «Почесний громадянин Теребовлянської міської територіальної громади»(2023, посмертно).

## Життєпис
Народився 30 січня 1979 в селі Росохач Чортківського району Тернопільської області. Батько — Петро Іванович Вітів, учасник Росохацької групи.
Мама — Павліна Іванівна.
Закінчив Росохацьку школу.
Згодом проходив службу  в Збройних Силах України у десантних військах на Одещині.
Працював за кордоном.
З 12 березня 2022 року у добровольчому батальйоні м. Теребовля.
З 10 червня 2022 року в ЗСУ.
Загинув 5 травня 2023 року під час виконання бойового завдання в районі населеного пункту Білогорівка Луганської області.
12 травня 2023 року у Соборі верховних апостолів Петра і Павла Чортківська громада зустрічала тіло загиблого.
Чин похорону відбувся у родинному селі 13 травня 2023 року.
Залишився батько, дружина Наталія, син Руслан.

## Нагороди
«Почесний громадянин Теребовлянської міської територіальної громади» (2023)
«Почесний громадянин міста Чорткова»(2023)

## Вшанування пам'яті
У жовтні 2023 року в Музеї шістдесятництва в Києві відкрилась виставка «Герої — діти героїв», про учасників українського руху опору проти радянського тоталітаризму 1970-х—1980-х років та їхніх дітей — , які під час повномасштабної війни 2022—2023 років героїчно стали на захист України і віддали свої життя в боротьбі.
Про присвоєння звання «Почесний громадянин міста Чорткова»
Посмертно присвоїли звання "Почесний громадянин"
26 грудня 2024 року в Тернополі відбулася прем'єра документального фільму режисерки Тетяни Скиби “Вони дивляться на нас з неба…”.